# Сиваська вулиця (Київ)
Сива́ська ву́лиця — вулиця в Дніпровському районі міста Києва, місцевість Стара Дарниця. Пролягає від Харківського шосе до Празької вулиці.
До Сиваської вулиці прилучаються Лохвицька, Сосницька, Краснокутська вулиці, Хорольський провулок, Хорольська та Кастуся Калиновського вулиці. Між Хорольським провулком і Хорольською вулицями наявна перерва у проляганні вулиці.

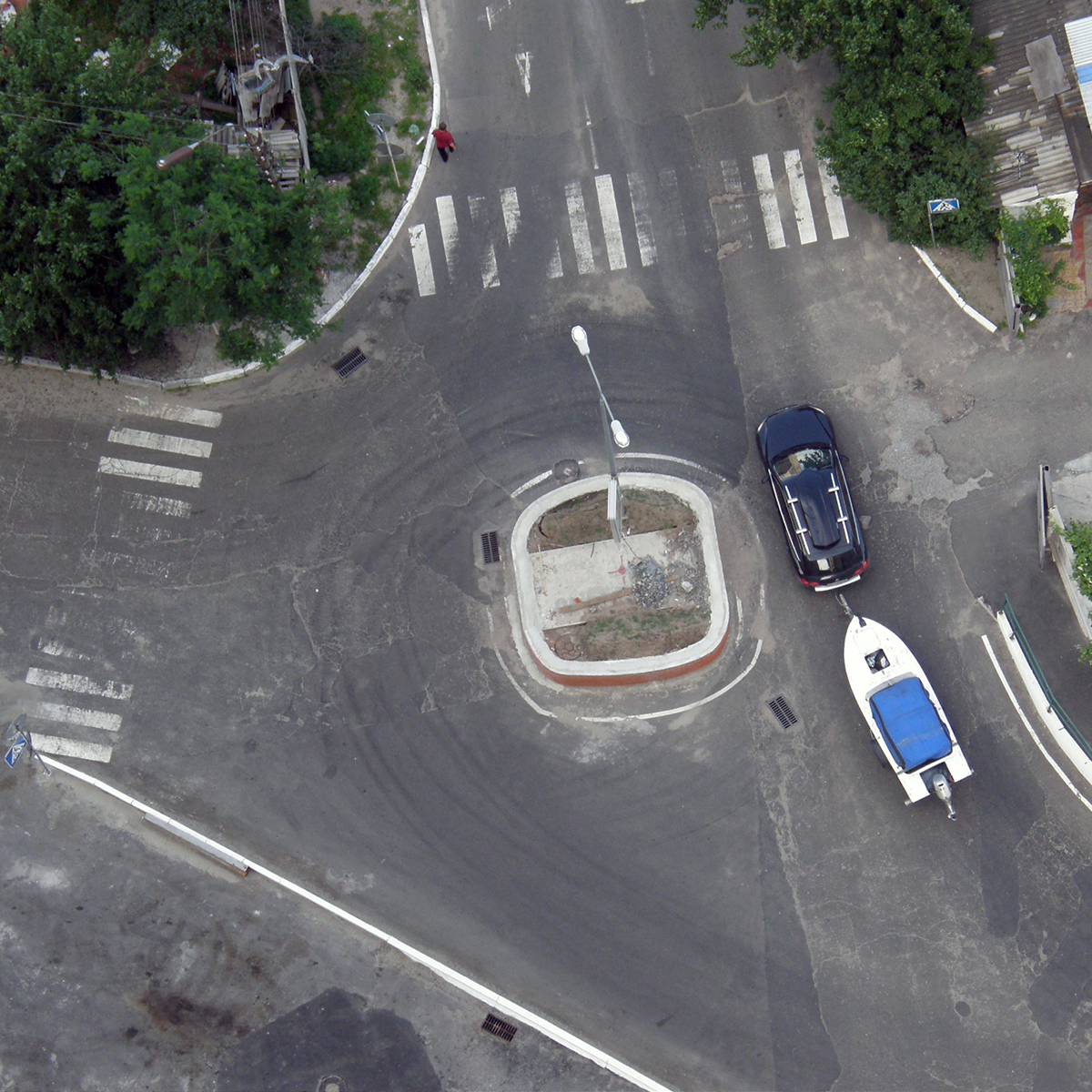
перетин вулиць Лохвицької (зліва) і Сиваської (справа)
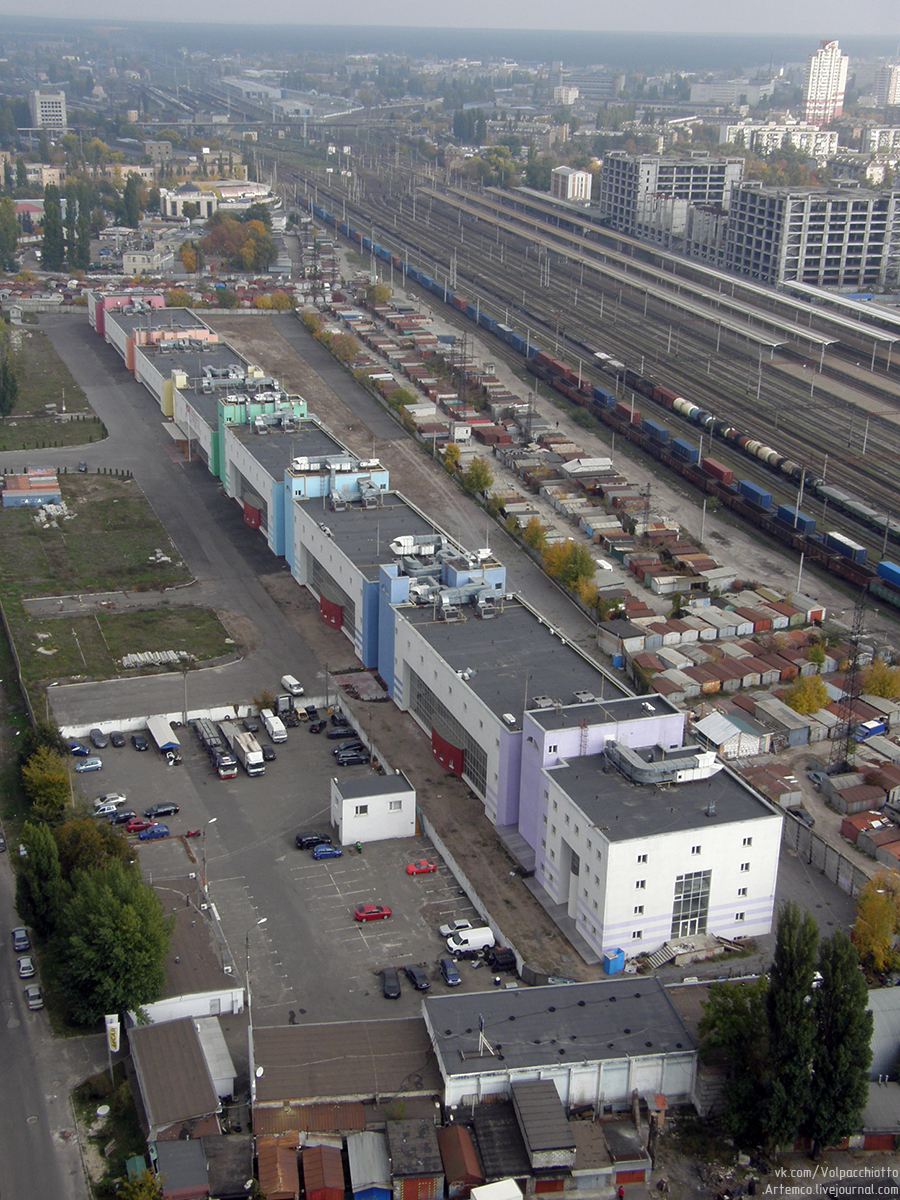
№ 1а

## Історія
Сиваська вулиця виникла у середині XX століття під назвою 639-а Нова. Сучасна назва — з 1955 року.